# Herpetoreas platyceps
Herpetoreas platyceps är en ormart som beskrevs av Blyth 1854. Herpetoreas platyceps ingår i släktet Herpetoreas och familjen snokar. Inga underarter finns listade i Catalogue of Life.
Arten förekommer i Indien, Nepal, Bangladesh, Pakistan, Bhutan samt i Tibet. I Nepal når denna orm 3650 meter över havet. Honor lägger ägg.